# Bossiaea neo-anglica
Bossiaea neo-anglica är en ärtväxtart som beskrevs av Ferdinand von Mueller. Bossiaea neo-anglica ingår i släktet Bossiaea och familjen ärtväxter. Inga underarter finns listade i Catalogue of Life.